# Regata João das Botas

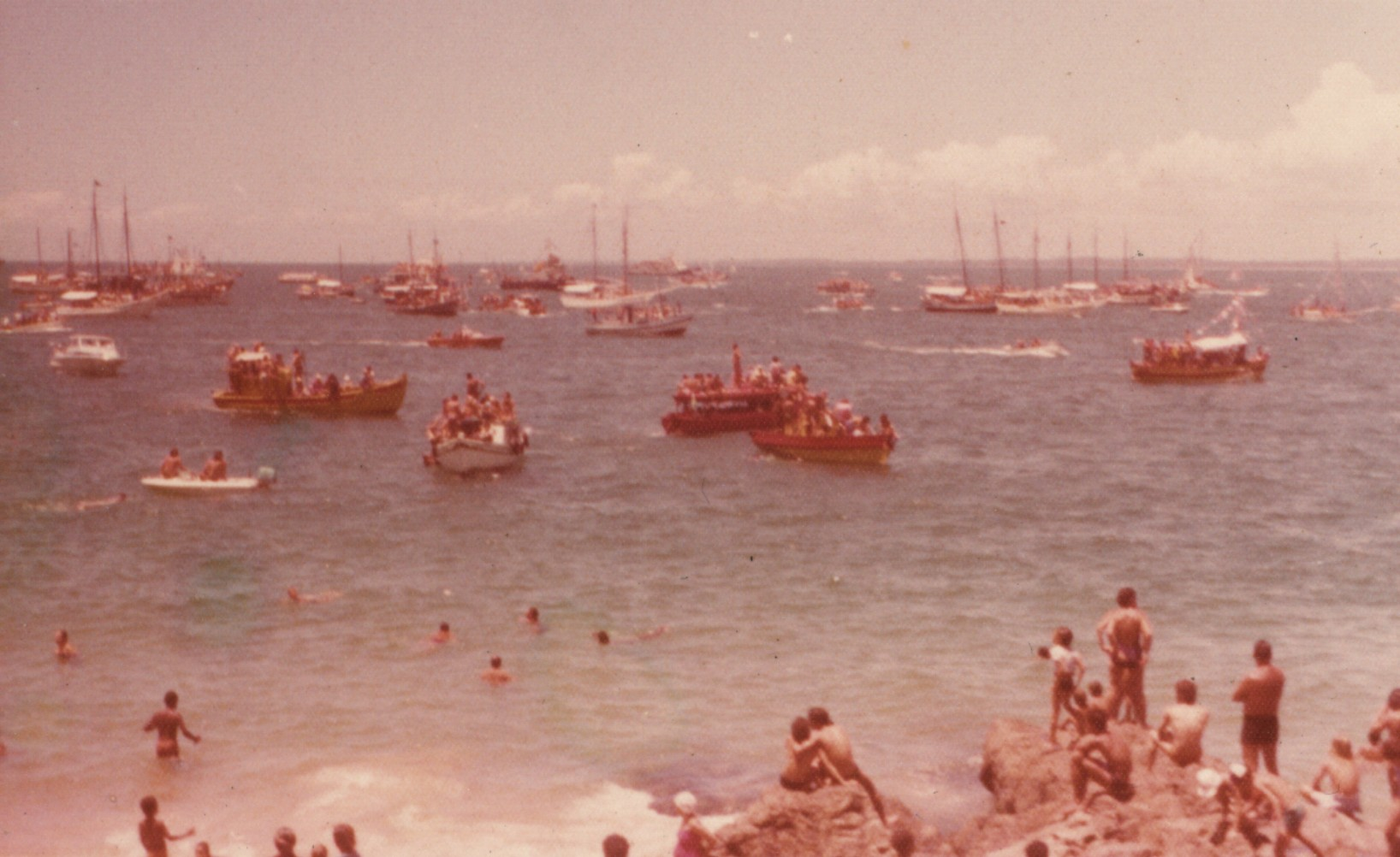
Fotografia de uma das primeiras edições da Regata, no Porto da Barra.

A Regata João das Botas é um evento náutico realizado anualmente desde a década de 1970, sob auspícios da Capitania dos Portos, na cidade de Salvador, capital do estado brasileiro da Bahia. Seu nome homenageia o herói da guerra de Independência da Bahia em 1823, João das Botas, e ocorre entre os meses de janeiro e fevereiro de cada ano.

## Características
Tem sua largada no Porto da Barra, passando até perto da ilha de Itaparica, seguindo até a Cidade Baixa e finalmente retornando ao ponto de início. Dela participam todos os tipos de embarcações: fragatas, catamarãs, etc., mas a que tem maior destaque são os saveiros.

## Histórico
A ideia original surgiu em 1969, quando várias embarcações de Salvador fizeram um belo espetáculo para a despedida de uma escuna que faria a circum-navegação. A concretização da regata ocorreu apenas anos depois.
A Regata foi criada para marcar o sesquicentenário da Independência na Bahia, em 1973, relembrando a figura de um dos combatentes que serviram para assegurar a vitória dos baianos contra os portugueses sob o comando do Governador das Armas, Inácio Luís Madeira de Melo.

## Resgate

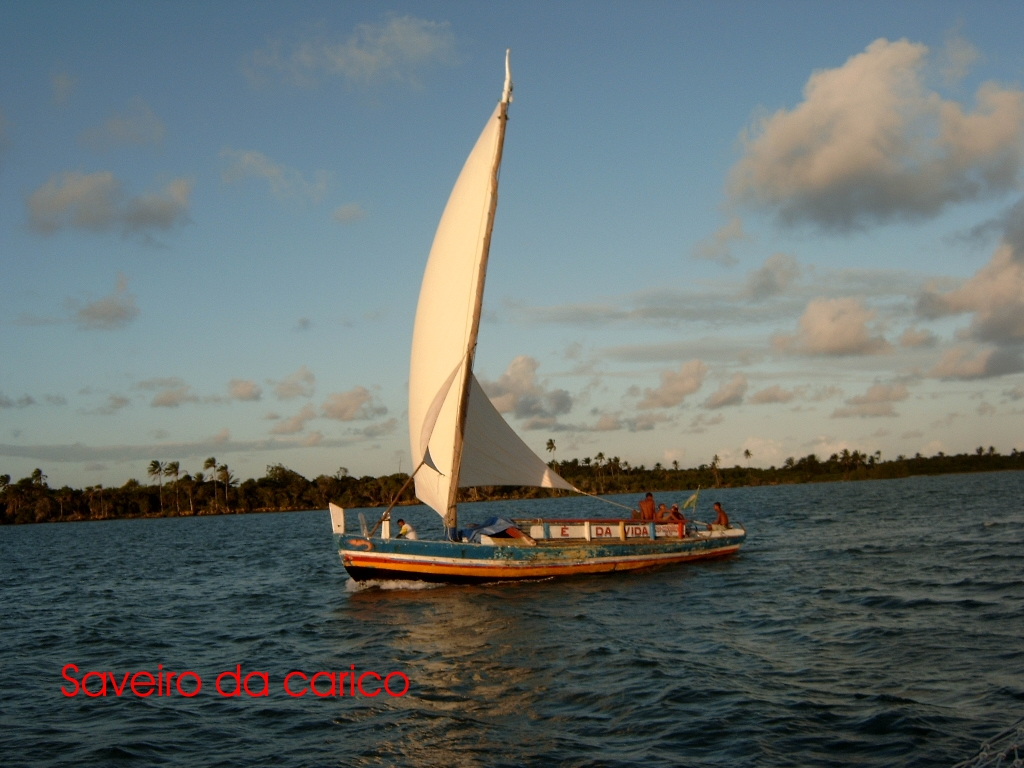
O saveiro no litoral da Bahia.

O evento esportivo atualmente integra parte do movimento pelo resgate e preservação do saveiro, um tipo de embarcação tradicional e considerada ameaçada, típica da baía de Todos os Santos.
Assim como o herói homenageado, o saveiro é considerado como peça crucial para a vitória dos baianos nas lutas de independência, que redundaram na consolidação da própria independência brasileira, razão da sua homenagem na edição de 2008 da Regata.